# Nygmatonchus scriptus
Nygmatonchus scriptus är en rundmaskart som beskrevs av Nathan Augustus Cobb 1933. Nygmatonchus scriptus ingår i släktet Nygmatonchus och familjen Chromadoridae. Inga underarter finns listade i Catalogue of Life.